# Jean-Pierre Grégoire
Pour les articles homonymes, voir Grégoire.
Jean-Pierre Grégoire est un pharmacologue, chercheur et professeur québécois. Il se distingue notamment par ses travaux en pharmacoépidémiologie.

## Honneurs
- 2020 - Professeur émérite de l'Université Laval[1]
- 2018 - Prix Louis-Hébert de l'Ordre des pharmaciens du Québec[2]
- 2018 - Fellow de l'Ordre des pharmaciens du Québec[3]
- Fellow de l'Académie canadienne des sciences de la santé (en)[4]
- Fellow de l'International Society for Pharmacoepidemiology (en)[5]